# وادي ثماء
وادي ثماء أو وادي ثما هو واد في سراة بلقرن على اسم قبيلة ثماء من آل مشيب من بلقرن، عليه عدد من القرى ويفصل قرية آل دواس عن قرية آل فريعان ويفصل قرية الطويلة عن قرية قريش، وبني عليه سد وادي ثماء.